# Alpen-Wollafter

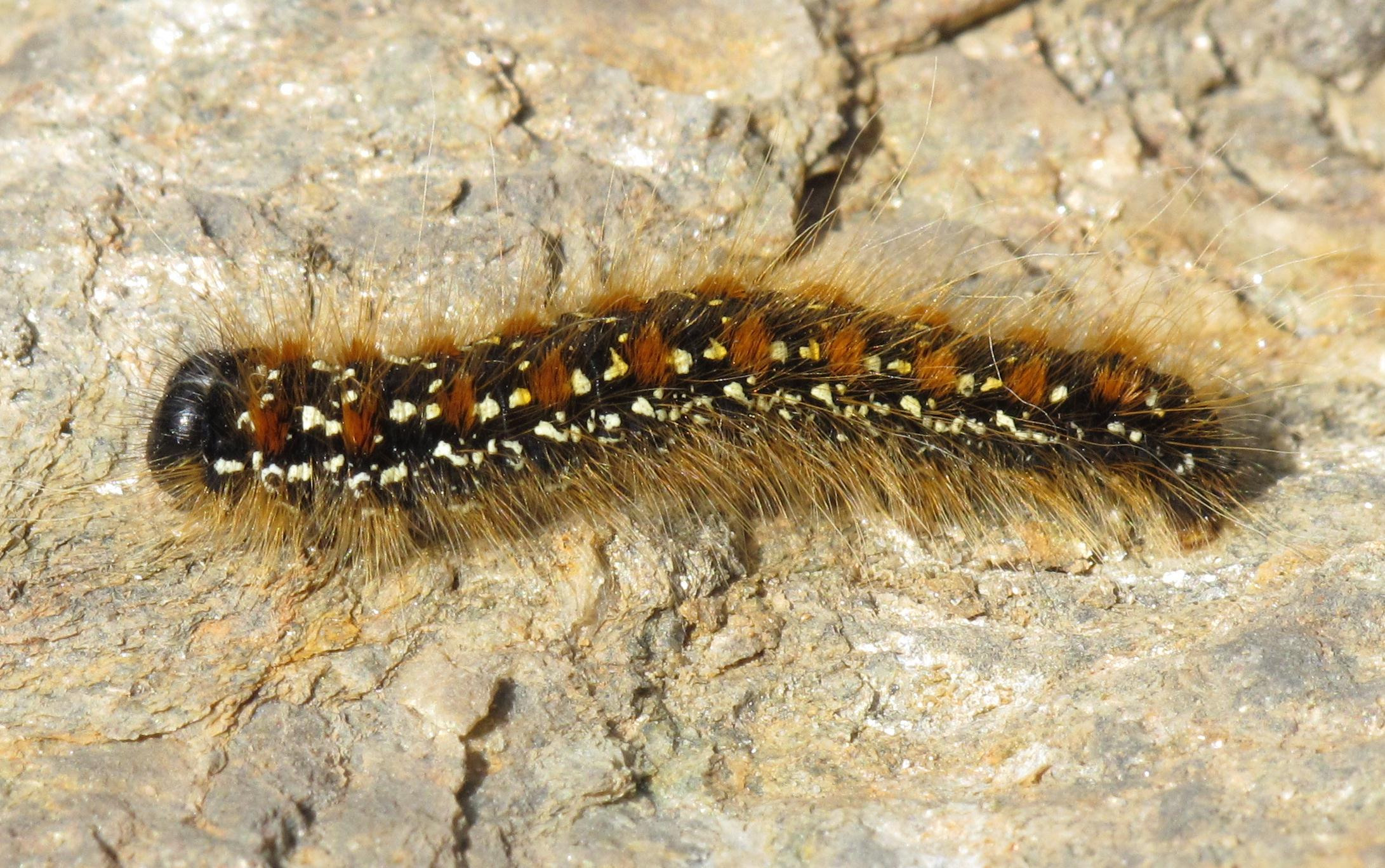
Raupe des Alpen-Wollafters
(Eriogaster arbusculae)

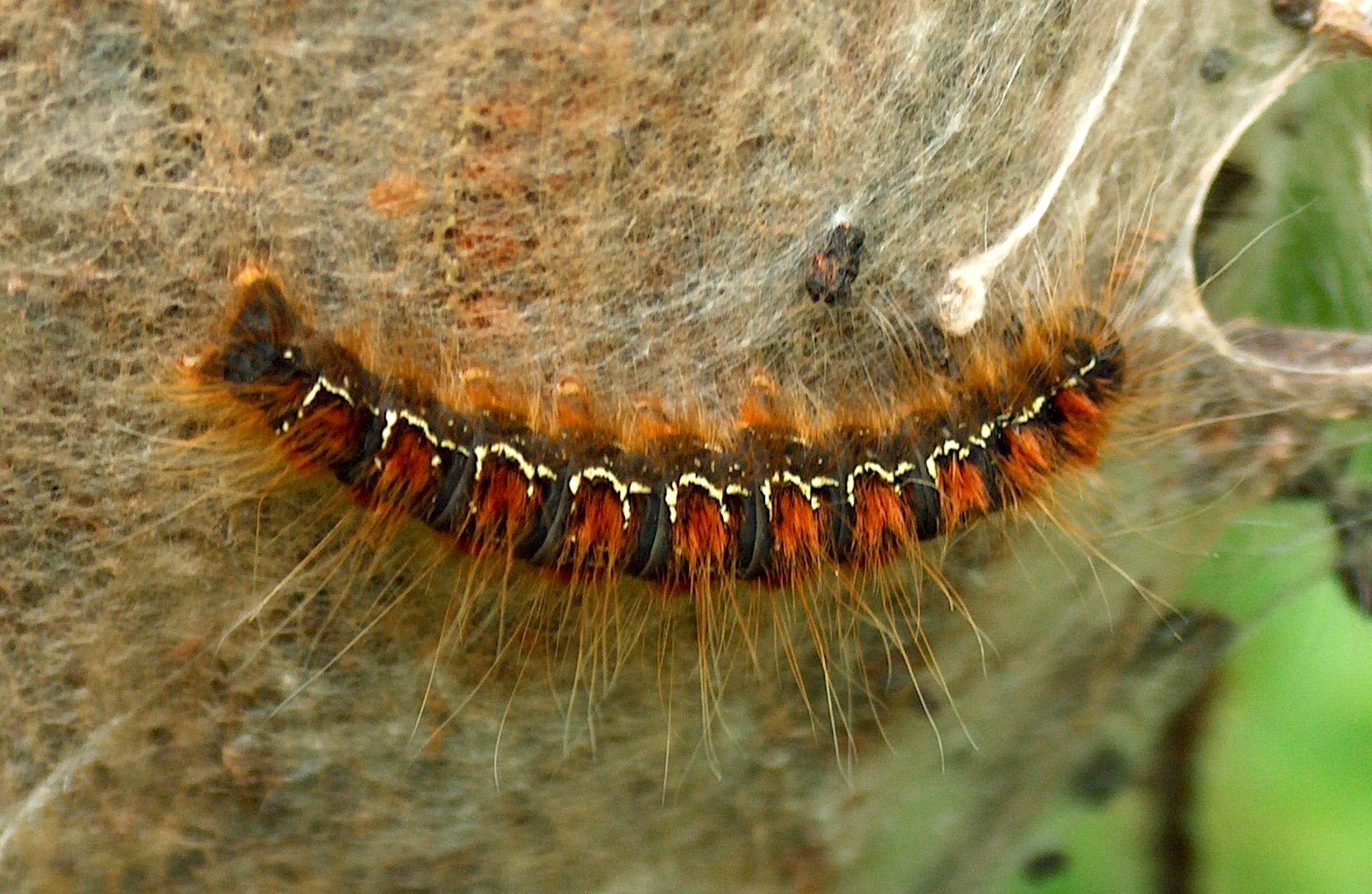
Raupe des Frühlings-Wollafters
(Eriogaster lanestris)
(zum Vergleich)

Der Alpen-Wollafter (Eriogaster arbusculae) ist ein Schmetterling (Nachtfalter) aus der Familie der Glucken (Lasiocampidae).

## Merkmale

### Falter
Die Flügelspannweite der Männchen beträgt 31 bis 35 Millimeter, diejenige der Weibchen 36 bis 43 Millimeter. Die Grundfarbe der Vorderflügel ist dunkel rotbraun bis graubraun. An der Flügelwurzel und im Mittelfeld befindet sich je ein leuchtend weißer Fleck, wobei derjenige an der Flügelwurzel bei den Männchen meist in Form eines U ausgebildet ist. Das Mittelfeld wird nach außen durch eine weiße, leicht gewellte Querlinie begrenzt, die sich auf den Hinterflügeln fortsetzt. Diese sind geringfügig heller als die Vorderflügel. Thorax und Abdomen sind bei beiden Geschlechtern rotbraun behaart. Die Weibchen sind mit einem dichten, wolligen, grauen Afterbusch („Wollafter“) versehen. Die Fühler der Männchen sind lang, diejenigen der Weibchen sehr kurz gekämmt. Der Saugrüssel ist verkümmert.

### Ähnliche Arten
Da sich die Falter bei beiden Geschlechtern kaum von denjenigen des Frühlings-Wollafters (Eriogaster lanestris) unterscheiden, war lange umstritten, ob es sich beim Alpen-Wollafter tatsächlich um eine eigenständige Art und nicht nur um eine Gebirgsform von E. lanestris handelt. Sehr deutliche Unterscheidungsmerkmale ergeben sich jedoch bei den Raupen. Diejenigen des Alpen-Wollafters sind schwarzbraun, fein rötlich behaart und zeigen zwei Reihen mit abwechselnd weißen und größeren orangegelben Flecken auf dem Rücken. Außerdem besitzen sie an jeder Seite eine Vielzahl sehr kleiner weißer Punkte. Die Raupen des Frühlings-Wollafters sind blauschwarz gefärbt. Sie haben lange, gelbweiße, am Ansatz leicht rötliche Haare. Beiderseits des Rückens befinden sich paarweise angeordnete, rostrote, kurze Haarbüschel, die nach unten von gelblichen oder weißlichen Linien eingefasst sind.

## Verbreitung und Lebensraum
Der Alpen-Wollafter kommt in Europa in einigen Gebieten der Alpen oberhalb von 1600 Metern sowie in Gebirgslagen Fennoskandinaviens vor. Im 20. Jahrhundert wurde er auch in den Bayerischen Alpen zuweilen zahlreich gefunden, ist dann aber von Jahr zu Jahr seltener geworden. Ob er dort noch heimisch ist, bedarf weiterer Nachsuche. Die Art besiedelt bevorzugt buschige Almwiesen, Zwergstrauchmatten und feuchte Hänge.

## Lebensweise
Die Falter bilden eine Generation im Jahr, die in den Monaten April bis Juli anzutreffen ist. Die Männchen fliegen in der Abenddämmerung und besuchen nachts auch künstliche Lichtquellen. Die Weibchen legen die Eier in Form langer Gelege an Zweigen ab und bedecken sie mit Afterwolle. Die Raupen leben von Juni bis August und ernähren sich von den Blättern von Heidelbeere (Vaccinium myrtillus) oder Rauschbeere (Vaccinium uliginosum), sowie von Birken- (Betula), Weiden- (Salix) und Erlenarten (Alnus). Sie verpuppen sich in einem tonnenförmigen Kokon. Die Puppe überwintert und überliegt oft mehrere Jahre.

## Belege